# Mermithidae
Mermithidae – rodzina nicieni, będących endopasożytami stawonogów. Już w 1877 roku Mermithidae były klasyfikowane jako jedna z dziewięciu podgrup Nematoidea. Mermithidae bywają mylone z nitkowcami, robakami o podobnej biologii i morfologii.
Mermithidae są obligatoryjnymi pasożytami, głównym żywicielem są różne gatunki stawonogów. Większość opisywano u owadów, ale znane są też pasożyty pająków, skorpionów i skorupiaków. Rzadziej opisywano przypadki zarażenia dżdżownic, pijawek i mięczaków. Znany jest przedstawiciel tej rodziny zachowany razem z zainfestowanym pająkiem w bałtyckim bursztynie, pochodzącym sprzed 40 milionów lat. Przynajmniej 25 gatunków pasożytuje na larwach komarów, co czyni je interesującymi z punktu widzenia biologicznego zwalczania tych owadów.
Mermithidae mają wydłużony kształt, pokryte są cienkim oskórkiem zbudowanym z warstw spiralnych włókien. Przewód pokarmowy ma budowę zbliżoną do tej u wolnożyjących nicieni jedynie u larw, nieprowadzących jeszcze pasożytniczego trybu życia: w stadiach pasożytujących przełyk nie ma łączności z jelitem środkowym, a u samic brak jest odbytu.
Otwór płciowy u samic znajduje się w połowie długości ciała, podczas gdy u samców znajduje się na końcu i jest widoczny jako jedno lub dwa ujścia. Jaja składane są albo do wody albo na lądzie, wylęgające się z nich larwy są wolnożyjące, tak jak dojrzałe płciowo osobniki, które opuszczają żywicieli by złożyć jaja.
Taksonomia tej grupy nie jest wyjaśniona; robaki te są słabo reprezentowane w kolekcjach zoologicznych, mają też mało morfologicznych cech charakterystycznych pozwalających na ich oznaczanie; ponadto, częściej są odkrywane przez entomologów niż nematologów. Nawet pozycja systematyczna najlepiej poznanego gatunku Romanomermis culicivorax jest niepewna.